# Thun-Saint-Martin

Thun-Saint-Martin este o comună în departamentul Nord, Franța. În 1 ianuarie 2022 avea o populație de 542 de locuitori.